# Mia Talerico
Mia Talerico (ur. 17 września 2008 w Santa Barbara, Kalifornia) – amerykańska aktorka dziecięca. Jest córką Chrisa i Claire Talerico.

## Kariera
W 2010 otrzymała główną rolę Charlotte "Charlie" Duncan w serialu Disney Channel, Powodzenia, Charlie!. W 2011 zagrała w filmie opartym na serialu, Powodzenia, Charlie: Szerokiej drogi.

## Filmografia
| Rok       | Tytuł                                | Rola                       | Uwagi         |
| --------- | ------------------------------------ | -------------------------- | ------------- |
| 2010–2014 | Powodzenia, Charlie!                 | Charlotte "Charlie" Duncan | główna rola   |
| 2011      | Powodzenia, Charlie: Szerokiej drogi | Charlotte "Charlie" Duncan | główna rola   |
| 2011      | Z innej beczki                       | jako ona sama              | rola gościnna |